# Крилов Володимир Платонович
Крилов Володимир Платонович (04 (16) липня 1842, с. Покровське-Раменьє Ярославської губернії Російської імперії — 24 січня (6 лютого) 1906, Харків, Харківська губернія) — лікар-патологоанатом, засновник харківської наукової патологоанатомічної школи, доктор медицини (1870), заслужений професор (1897) .

## Біографія
Володимир Платонович народився 4 липня 1842 року в селі Покровське-Раменьє тодішньої Ярославської губернії. У 1868 році майбутній вчений закінчив медико-хірургічну академію у Петербурзі де й працював деякий час патологоанатомом під керівництвом М. М. Руднєва. В 1870 захистив дисертацію «О патологических изменениях легких у сифилитиков» та отримав звання доктора медицини. В тому ж році став приват-доцентом академії та викладав студентам патологічну гістологію.
В 1871-1873 - працює викладачем на кафедрі судової медицини у Варшавському університеті. Наприкінці 1873 року Володимир Платонович прийнятий екстраординарним професором кафедри патологічної анатомії Харківського Імператорського університету. У 1882 отримує звання ординарного професора, а у 1897 році вже заслуженого професора.
В 1899 виходить на пенсію, але продовжує викладати патологічну анатомую в Харківському університеті до 1902 року.
Помер 24 січня 1906 року. Похований на 13-му кладовищі у Харкові .

## Наукова та педагогічна робота
Був учнем петербурзького професора М. М. Руднєва, який в свою чергу, навчався у всесвітньовідомого патолога Рудольфа Вірхова.
Досліджував запалення м'якої оболонки головного мозку, жирове переродження серцевого м'яза, зміни у легенях при сифілісі, патології тифоїдних хворію. Довів зв'язок статури й характеру сполучних тканин з проявами захворювань у людини. Автор праць з антропометрії.
Приїхавши до Харкова поставив перед собою за мету вдосконалити викладання патологічної анатомії. Особливу увагу він звертав на розтин трупів (аутопсію) у медичних закладах, де є спостереження прижиттєвого стану хворих. Так лікарі отримували можливість перевірити та підтвердити свої клінічні діагнози.
Патологоанатомічні аутопсії, за визначенням В.П. Крилова, це одна з найважливіших частин викладання патологічної анатомії. Аутопсії, що виконував Володимир Платонович, враховували будову тіла, вченням про спадковість, індивідуальні аномалії, схильність до уражень різних органів і систем залежно від віку, раніше перенесених захворювань.
Володимир Платонович був неперевершеним лектором. Вперше розробив антропометрію та вчення про конституцію тіла. Число розтинів він підняв з 30 до майже 300 у рік. Також вперше ввів в учбовий курс мікроскопічне дослідження з патологічної гістології. Під керівництвом та на гроші Володимира Платоновича видано унікальну працю - 6 томів «Шкільної хроніки» - це більше ніж 500 студентських робіт, які ретельно аналізують секційний матеріал 
Він першим у 1874 році поставив питання про відкриття нових клінік в міських лікарнях, що повинні були сприяти поліпшенню викладання як патологічної анатомії, так і інших клінічних дисциплін. Ця ідея була здійснена з відкриттям госпітальних клінік (терапевтичної та хірургічної) Харківського університету (у 1877 році)  .
Володимир Платонович брав постійну участь у діяльності Харківського медичного товариства, в організації Пастерівського та Бактеріологічного інститутів, тривалий час був їх завідувачем та науковим консультантом.
Переклав російською мовою низку посібників з патологічної анатомії та судової медицини Й. Орта, А. Вейксельбаума, Ф.Бірш-Гіршфельда та інших. Вчений створив в Харкові наукову школу патологічної анатомії, з якої вийшли професори В. К. Високович, К. Ф.Єленевський, А. І. Моїсеєв, І. Ф. Пожарський та інші.

## Звання
1870 р. – доктор медицини
1870 р. – приват-доцент
1873 р. – екстраординарний професор
1882 р. – ординарний професор
1897 р. – заслужений професор

## Пам'ять
Після смерті Володимира Платоновича Крилова Харківське медичне товариство випустило у двох томах «Збірку на згадку професора Володимира Платоновича Крилова» (Харків, видано у 1907 і 1912 роках) .
У липні 2021 року, до 180-річниці від народження В. П. Крилова розміщена інформація про нього на сторінці Центру медичного краєзнавства імені професора В. Д. Отомановського .